# Rakovica (Čajetina)
Pour les articles homonymes, voir Rakovica.
Rakovica (en serbe cyrillique : Раковица) est un village de Serbie situé dans la municipalité de Čajetina, district de Zlatibor. Au recensement de 2011, il comptait 56 habitants.

## Démographie
| 1948 | 1953 | 1961 | 1971 | 1981 | 1991 | 2002 | 2011 |
| ---- | ---- | ---- | ---- | ---- | ---- | ---- | ---- |
| 295  | 341  | 313  | 262  | 184  | 148  | 108  | 56   |

|  |